# Bidyapur
Bidyapur – gaun wikas samiti w zachodniej części Nepalu w strefie Bheri w dystrykcie Surkhet. Według nepalskiego spisu powszechnego z 2001 roku liczył on 997 gospodarstw domowych i 5279 mieszkańców (2677 kobiet i 2602 mężczyzn).